# Paquito D'Rivera
Paquito D'Rivera (* 4. června 1948) je kubánský jazzový saxofonista a klarinetista. K hudbě měl blízko již od dětství, neboť jeho otec Tito Rivera byl saxofonista a dirigent. Později vydal mnoho vlastních alb a spolupracoval s dalšíémi hudebníky, jako byli například Dizzy Gillespie, McCoy Tyner nebo Lalo Schifrin. V roce 2005 získal ocenění NEA Jazz Masters; během své kariéry získal řadu dalších ocenění, mezi které patří například cena Grammy.